# محمود افضل‌الملک کرمانی
محمود افضل‌الملک کرمانی ملقب به شیخ محمود افضل‌الملک یکی از فرزندان ملا محمد جعفر کرمانی و برادر شیخ احمد روحی بود. همچنین افضل‌الملک در عثمانی به جدی افندی شهرت داشت.
وی از فعالین جنبش مشروطه و در میان اعضای انجمن باغ میکده و بابیان برجسته‌ای چون شیخ محمدمهدی شریف کاشانی، ملک المتکلمین، سید جمال واعظ، سید محمدرضا مساوات، سید اسدالله خرقانی، ابوالحسن میرزا قاجار - آقا میرزا محسن (برادر صدرالعلما) - سلیمان خان میکده - یحیی دولت‌آبادی - محمدعلی خان نصرت السلطان - جهانگیرخان صوراسرافیل، میرزا عباس علی خان شوکت، حامدالملک شیرازی، میرزا محمود شیرازی، حاج میرزا علی محمد دولت‌آبادی و … حضور داشت.

## همکاری با سید جمال الدین اسدآبادی
در میان همکاران سید جمال الدین اسدآبادی در استانبول، تکاپوگران بابی (ازلی) جایگاهی ویژه داشتند. شیخ محمود افضل‌الملک، میرزا آقاخان کرمانی، شیخ احمد روحی، شیخ ابوالقاسم روحی و احمد میرزا فرزند صبح ازل، میرزا حسین شریف کاشانی و میرزا رضای کرمانی، بابیان یا بابی زادگانی بودند که در این مسیر، با سید جمال همکاری می‌کردند.میرزا حسن خان خبیرالملک، ابوالحسن میرزا شیخ الرئیس قاجار، میرزاعلی امین‌الدوله، محمد تقی خان مجدالملک، حاج شیخ هادی نجم‌آبادی، حاج میرزاهادی دولت‌آبادی، حاجی سیاح محلاتی، حاج میرزا یحیی دولت‌آبادی نیز در حوزه اتحاد اسلام تهران جای داشتند. این دو گروه با همکاری پیوسته‌ای توانستند برای چند سال، حربی جدی را در مخالفت با حکومت با ناصرالدین شاه سامان دهند.

## اعتقادات مذهبی
ملا محمد جعفر کرمانی، بعد از دعوی من یظهره‌الله از سوی میرزا حسینعلی نوری بهاءالله، از او تمکین نکرده و همچنان بر زعامت میرزا یحیی نوری صبح ازل که به عنوان جانشین باب شناخته می‌شد، تأکید نمود و به همراه چهار فرزندش شیخ محمود افضل‌الملک، شیخ احمد روحی و شیخ مهدی بحرالعلوم و شیخ ابوالقاسم روحی، همچنان بر اعتقاد بابی خویش پابرجا ماند.